# Delta Sleep (banda)
Delta Sleep es una banda británica de math rock, formada en 2010 en Canterbury, Kent . Actualmente tienen su base en Brighton y están formados por Devin Yüceil a la guitarra y voz, Glen Hodgson a la guitarra, Dave Jackson al bajo y Dave Morgan a la batería. Hasta el momento han lanzado 4 EP y 4 álbumes.

## Historia

### Primeros años,ManagementyTwin Galaxies(2010-2017)
Delta Sleep surgió de una banda llamada Sávlön, con la bajista Maria Sullivan y el baterista Adam Brodigan junto a Yüceil y Hodgson. Lanzaron un EP homónimo en 2010, seguido de Management en 2013.  Poco después del lanzamiento de Management, Sullivan y Brodigan dejaron la banda para formar una familia y centrarse en otros proyectos musicales, respectivamente. Fueron reemplazados por Dave Jackson y Blake Mostyn, ambos amigos de la banda.  Delta Sleep lanzó su primer álbum de larga duración , Twin Galaxies, en enero de 2015. 

### Ghost City,Younger YearsySoft Sounds(2018-2021)
Su segundo álbum de larga duración, Ghost City, fue lanzado en agosto de 2018 con gran éxito de crítica.   Ghost City se promocionó con giras por Europa, América del Norte  y el este de Asia.  Durante la gira de Ghost City, Delta Sleep lanzó su EP Younger Years como sorpresa en septiembre de 2019. 
Luego de fechas de gira canceladas debido a la pandemia de COVID-19, Delta Sleep lanzó gradualmente su álbum recopilatorio Soft Sounds entre mayo y julio de 2020. Soft Sounds consta de 9 presentaciones en vivo sencillas y acústicas que fueron grabadas durante sus giras por Francia, Japón, Estados Unidos y Turquía, así como la nueva canción "A Casa". 

### Salida deBig Scary MonstersySpring Island(2021-presente)
En marzo de 2021, Delta Sleep dejó Big Scary Monsters y comenzó su propio sello discográfico independiente llamado Sofa Boy Records, que lleva el nombre de su canción 'Sofa Boy' del EP The Younger Years . En junio de 2021, Delta Sleep lanzó su nuevo sencillo "The Detail" y anunció su tercer álbum Spring Island, que se suponía que se lanzaría el 10 de septiembre  El 15 de agosto, Delta Sleep anunció que Spring Island se retrasó hasta el 12 de noviembre debido al retraso en la fabricación de vinilo causado por Brexit y COVID-19.

## Estilo musical
Tanto Twin Galaxies como Ghost City son álbumes conceptuales que siguen a un protagonista que supera las dificultades. Twin Galaxies sigue a un hombre cuya vida fue desarraigada por una inundación en su camino para encontrar una nueva esperanza. En Ghost City, una mujer escapa de una ciudad distópica y opresiva para encontrar una vida mejor y más conectada con la naturaleza. Por el contrario, Younger Years se escribió sin un concepto general en mente. 
El estilo musical de Delta Sleep ha sido descrito como rock matemático e indie rock .   Muchas canciones presentan compases extraños y están estructuradas de manera poco convencional. 

## Discografía

### Álbumes
- Twin Galaxies (Big Scary Monsters, 2015)
- Ghost City (Big Scary Monsters, 2018)
- Soft Sounds (Big Scary Monsters, 2020)
- Spring Island (Sofa Boy, 2021)
- Blue Garden (Sofa Boy, 2024)

### EPs
- Delta Sleep (autogestionado, 2010)
- Management (Big Scary Monsters, 2013)
- Ghost City Rarities (Big Scary Monsters, 2019)
- Younger Years (Big Scary Monsters, 2019)

### Sencillos
- Delta Sleep (2010)
- Camp Adventure (Single de banda completa + Remix) (Big Scary Monsters, 2015)
- The Detail (Sofa Boy, 2021)
- View to a Fill (Sofa Boy, 2021)
- Forest Fire (Sofa Boy, 2021)
- Old Soul (Sofa Boy, 2021)
- Afterimage (Sofa Boy, 2022)
- Re:Forest (Sofa Boy, 2023)
- Sunchaser (Sofa Boy, 2024)
- Figure in the Dark (Sofa Boy, 2024)
- Glow (Sofa Boy, 2024)

## Personal

### Miembros actuales
- Devin Yüceil - guitarra, voz principal (2010-presente)
- Glen Hodgson - guitarra, coros (2010-presente)
- Dave Jackson - bajo, coros (2013-presente)
- Dave Morgan - batería, coros (2025-presente)

### Miembros anteriores
- María Sullivan - bajo (2010-2013)
- Adam Brodigan - batería (2010-2013)
- Blake Mostyn - batería, coros (2013-2025)